# Dimitar Berbatov

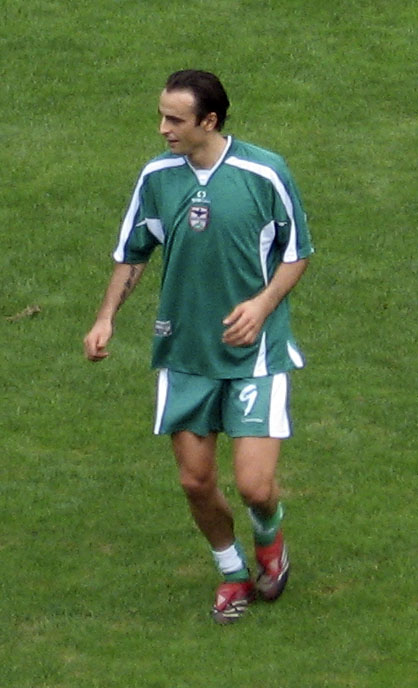
Berbatov als gastspeler bij PFC Pirin Blagoëvgrad in een vriendschappelijke wedstrijd in 2007

Dimitar Ivanov Berbatov (Bulgaars: Димитър Иванов Бербатов) (Blagoëvgrad, 30 januari 1981) is een Bulgaars voormalig profvoetballer en huidig assistent-trainer die doorgaans in de aanval speelde. Hij kondigde op 19 september 2019 zijn afscheid als profvoetballer aan, anderhalf jaar na zijn laatste wedstrijd. Berbatov speelde 78 interlands voor het het Bulgaars voetbalelftal tussen november 1999 en mei 2010. Daarin scoorde hij 48 keer, waarmee hij het Bulgaarse record van Hristo Bonev uit 1979 met een doelpunt verbeterde.

## Carrière

### CSKA Sofia
Berbatov begon met voetballen bij Pirin Blagoëvgrad, om later naar CSKA Sofia te verhuizen. Hiervoor spelend werd hij tot beste speler van de Bulgaarse competitie verkozen.

### Bayer Leverkusen
Berbatov verruilde CSKA Sofia in 2001 voor Bayer Leverkusen. Hiervoor maakte hij in het seizoen 2004/05 twintig competitiedoelpunten, waarmee hij topscorer van de Bundesliga werd. Samen met Andrij Voronin vormde hij het meest productieve aanvallerskoppel van het seizoen. Samen waren ze goed voor 35 treffers. In het daaropvolgende seizoen scoorde Berbatov 21 doelpunten en gaf hij tien assists. Op de lijst van topscorers werd hij ditmaal tweede, achter Miroslav Klose (25 doelpunten, 10 assists), destijds de spits van Werder Bremen.

### Overstap naar Engeland
Door een clausule in zijn contract stapte Berbatov tijdens de zomerstop van het seizoen 2006/07 voor 16,5 miljoen euro over naar Tottenham Hotspur. Hier wekte hij de aandacht van Manchester United. Tijdens de zomerstop van het seizoen 2008/09 verkaste hij naar de Red Devils. Met de transfer zou ongeveer 30 miljoen pond of destijds 42,5 miljoen euro gemoeid zijn geweest.

### Fulham
Berbatov tekende op 31 augustus 2012 een tweejarig contract bij Fulham. Eerder zag hij op het laatste moment af van een overgang naar Fiorentina en Juventus. Bij de club uit Londen werd hij herenigd met Martin Jol, die hij nog uit zijn periode bij Tottenham Hotspur kende.

### AS Monaco
Berbatov verruilde Fulham voor AS Monaco, waar hij de geblesseerde Radamel Falcao moest vervangen. Hij bleef anderhalf jaar bij de club, waarmee hij achtereenvolgens als tweede en als derde eindigde in de Ligue 1. Hieraan droeg hij zelf in het grootste deel van de competitiewedstrijden bij.

### PAOK Saloniki
Berbatov tekende in september 2015 een contract tot medio 2016 bij PAOK Saloniki, de nummer drie van de reguliere competitie in Griekenland in het voorgaande seizoen. Dat lijfde hem transfervrij in.

## Clubstatistieken
| Seizoen | Club              | Competitie     | Competitie | Competitie | Beker | Beker | Internationaal | Internationaal | Overig | Overig | Totaal | Totaal |
| Seizoen | Club              | Competitie     | Wed.       | Dlp.       | Wed.  | Dlp.  | Wed.           | Dlp.           | Wed.   | Dlp.   | Wed.   | Dlp.   |
| ------- | ----------------- | -------------- | ---------- | ---------- | ----- | ----- | -------------- | -------------- | ------ | ------ | ------ | ------ |
| 1998/99 | CSKA Sofia        | A PFG          | 11         | 3          | 0     | 0     | 0              | 0              | 0      | 0      | 11     | 3      |
| 1999/00 | CSKA Sofia        | A PFG          | 27         | 14         | 0     | 0     | 2              | 0              | 0      | 0      | 29     | 14     |
| 2000/01 | CSKA Sofia        | A PFG          | 11         | 9          | 0     | 0     | 2              | 0              | 0      | 0      | 13     | 9      |
| 2000/01 | Bayer Leverkusen  | Bundesliga     | 6          | 0          | 0     | 0     | 0              | 0              | 0      | 0      | 6      | 0      |
| 2001/02 | Bayer Leverkusen  | Bundesliga     | 24         | 8          | 6     | 6     | 11             | 2              | 0      | 0      | 41     | 16     |
| 2002/03 | Bayer Leverkusen  | Bundesliga     | 24         | 4          | 2     | 0     | 7              | 2              | 1      | 0      | 34     | 6      |
| 2003/04 | Bayer Leverkusen  | Bundesliga     | 33         | 16         | 3     | 3     | 0              | 0              | 0      | 0      | 36     | 19     |
| 2004/05 | Bayer Leverkusen  | Bundesliga     | 33         | 20         | 1     | 1     | 10             | 5              | 2      | 0      | 46     | 26     |
| 2005/06 | Bayer Leverkusen  | Bundesliga     | 34         | 21         | 2     | 3     | 2              | 0              | 1      | 0      | 39     | 24     |
| 2006/07 | Tottenham Hotspur | Premier League | 33         | 12         | 8     | 4     | 8              | 7              | 0      | 0      | 49     | 23     |
| 2007/08 | Tottenham Hotspur | Premier League | 36         | 15         | 8     | 3     | 8              | 5              | 0      | 0      | 52     | 23     |
| 2008/09 | Tottenham Hotspur | Premier League | 1          | 0          | 0     | 0     | 0              | 0              | 0      | 0      | 1      | 0      |
| 2008/09 | Manchester United | Premier League | 31         | 9          | 3     | 1     | 9              | 4              | 0      | 0      | 43     | 14     |
| 2009/10 | Manchester United | Premier League | 33         | 12         | 3     | 0     | 6              | 0              | 1      | 0      | 43     | 12     |
| 2010/11 | Manchester United | Premier League | 32         | 20         | 2     | 0     | 7              | 0              | 1      | 1      | 42     | 21     |
| 2011/12 | Manchester United | Premier League | 12         | 7          | 4     | 1     | 4              | 1              | 1      | 0      | 21     | 9      |
| 2012/13 | Fulham            | Premier League | 33         | 15         | 2     | 0     | 0              | 0              | 0      | 0      | 35     | 15     |
| 2013/14 | Fulham            | Premier League | 18         | 4          | 1     | 1     | 0              | 0              | 0      | 0      | 19     | 5      |
| 2013/14 | AS Monaco         | Ligue 1        | 12         | 6          | 3     | 3     | 0              | 0              | 0      | 0      | 15     | 9      |
| 2014/15 | AS Monaco         | Ligue 1        | 26         | 7          | 3     | 1     | 9              | 1              | 0      | 0      | 38     | 9      |
| 2015/16 | PAOK Saloniki     | Super League   | 17         | 4          | 3     | 1     | 5              | 0              | 0      | 0      | 25     | 5      |
| 2017/18 | Kerala Blasters   | Super League   | 9          | 1          | 0     | 0     | 0              | 0              | 0      | 0      | 9      | 1      |
| Totaal  | Totaal            | Totaal         | 496        | 207        | 54    | 27    | 90             | 27             | 7      | 1      | 647    | 262    |

## Interlandcarrière
Berbatov debuteerde in 1999 in het nationale elftal van Bulgarije. Hij was daarvan aanvoerder op het EK 2004. Op 13 mei 2010 maakte hij bekend dat hij stopte met spelen voor de Bulgaarse nationale ploeg. Hij is topscorer aller tijden voor Bulgarije.

## Trainerscarrière
In januari 2021 werd Berbatov aangesteld als assistent-trainer van Etar Veliko Tarnovo, uitkomend in de Parva Liga.

## Erelijst
| Competitie          |            |                  |            |            |
| Competitie          | Aantal     | Jaren            |            |            |
| CSKA Sofia          | CSKA Sofia | CSKA Sofia       | CSKA Sofia | CSKA Sofia |
| ------------------- | ---------- | ---------------- | ---------- | ---------- |
| Beker van Bulgarije | 1x         | 1998/99          |            |            |
| Tottenham Hotspur   |            |                  |            |            |
| Football League Cup | 1x         | 2007/08          |            |            |
| Manchester United   |            |                  |            |            |
| FIFA Club World Cup | 1x         | 2008             |            |            |
| Premier League      | 2x         | 2008/09, 2010/11 |            |            |
| Football League Cup | 1x         | 2009/10          |            |            |
| FA Community Shield | 2x         | 2010, 2011       |            |            |

## Trivia
- Op 19 september 2010 scoorde Berbatov drie keer in de met 3–2 gewonnen wedstrijd tegen Liverpool; terwijl hij de eerste en de laatste met het hoofd binnenknikte, leek de tweede van onaardse makelij: met zijn rug naar doel en Jamie Carragher op de huid, liet Berbatov de voorzet van Nani een keer op de rechterdij botsen, waarna prompt een omhaal met rechts volgde en de bal via de onderkant van de lat Reina kansloos liet.
- Na twee doelpuntloze maanden (tien wedstrijden, waarvan zeven in de Premier League) scoorde hij er op 27 november vijf in een met 7–1 gewonnen wedstrijd tegen Blackburn Rovers. Hij was na Andy Cole, Alan Shearer en Jermain Defoe de vierde speler en eerste buitenlander die dit huzarenstukje in de Premier League klaarspeelde.
- Op 22 januari 2011 lukte het hem een derde keer om minstens drie doelpunten te maken in een wedstrijd voor Manchester United in het seizoen 2010/11 en dit in de 5–0-overwinning tegen Birmingham. Drie (Engelse) hattricks in een PL-seizoen lukten voordien enkel Ruud van Nistelrooij in 2002/03 (eveneens voor Manchester United) en Alan Shearer voor Blackburn Rovers in de seizoenen 1994/95 en 1995/96 (in dit laatste seizoen zelfs vijf). Promovendus Blackpool kreeg thuis drie dagen later de kans om Manchester United de eerste nederlaag van het seizoen toe te dienen en stond aan de rust met 2–0 voor, toen Berbatov diep in de tweede helft niet alleen de aansluitingstreffer binnentikte, na een actie op links scoorde hij kort voor tijd zelfs de 2–3, nadat Chícharito tussenin voor de gelijkmaker had gezorgd.